# Mühlenbach (Kocher)
Der Mühlenbach ist ein nicht ganz drei Kilometer langer Waldklingenbach im Gebiet der Gemeinde Sulzbach-Laufen im Landkreis Schwäbisch Hall im  nordöstlichen Baden-Württemberg, der nach insgesamt etwa westsüdwestlichem Lauf am Ortsanfang des Dorfes Sulzbach am Kocher der Gemeinde von rechts in den mittleren Kocher mündet.

## Geographie

### Verlauf
Der Mühlenbach entsteht auf etwa 469 m ü. NHN etwa einen Viertelkilometer nördlich des Sulzbacher Wohnplatzes Hägeleshöfle, der auch Fuchshäusle genannt wird, im Wald Mühlenberg nahe einer Schneise nach Norden in Richtung auf die östlichste Siedlungsgruppe des Weilers Kohlwald. Er läuft zunächst kurz nordwestwärts, quert dabei die Schneide, und kehrt sich danach auf westsüdwestlichen, schlängelnden bis mäandrierenden Lauf durch sein linksseits meist bis zum Kamm hoch, rechtsseits bis wenigstens zum Mittelhang von Wald erfülltes Tal, in dem er sehr naturnah von einem Saum aus Laubbäumen begleitet talwärts fließt.
Von links und rechts laufen ihm meist kurze Nebengewässer zu. Das mit 0,6 km längste am Mittellauf aus dem Südosten durch die Schwabenklinge hat eine eigene Klinge ausgebildet, während die anderen meist nur deutlich kürzere Quellabflüsse im Wald in wenig tiefen Hangkerben sind. Auf dem letzten Drittel des Laufes reicht kurzzeitig der sonst nur weiter oben offene rechte Hang zu Füßen des Sulzbacher Weilers Roßhalden bis ans rechte Ufer, danach stehen unterhalb von Schloss Schmiedelfeld auf dem rechten Talsporn wieder Waldbäume auch am Ufer auf dieser Seite und der Bachlauf wendet sich recht schnell immer mehr südwärts.
Nachdem der Bach noch in seinem Waldtrog unterhalb der rechts begleiteten kurzen Straße Am Mühlenbach entlanggelaufen ist, verlässt er den Wald, unterquert die B 19 und ein Haus auf deren Gegenseite. Danach läuft er noch in schnurgeradem Graben etwa hundert Meter über die rechte Flussaue und mündet sodann auf etwa 336 m ü. NHN neben der Brücke der K 263, die von dort nach dem Weiler Rotenhar von Gschwend führt, am Ortsanfang von Sulzbach in den mittleren Kocher.
Der Mühlenbach mündet nach einem 2,8 km langen Lauf mit mittleren Sohlgefälle von etwa 48 ‰ rund 133 Höhenmeter unterhalb seines Waldursprungs.

### Einzugsgebiet
Das Einzugsgebiet des Baches ist etwa 1,7 km² groß, es liegt naturräumlich gesehen im Unterraum Waldgebiet am Mittleren Kocher der Schwäbisch-Fränkischen Waldberge, zum überwiegenden Teil im Sulzbacher Wald, mit dem mündungsnahen, deutlich kleineren Teil im Sulzbacher Kochertal. Der höchste Punkt an der Ostspitze unweit der Quelle erreicht etwa 488 m ü. NHN.
Von dort an fällt die Wasserscheide im Süden gegen den über den Nägelesbach zum Kocher entwässernden Heiligenbach nur langsam ab, erst zum Schluss gegenüber einem kurzen Klingenbach zum Kocher wenig oberhalb der eigenen Mündung schneller. Von dieser an steigt die nordwestliche Wasserscheide über den Sporn von Schloss Schmiedelfeld gegen die kurze Kropfklinge auf dessen anderer Seite, deren Bach in den untersten Kocherzufluss Eisbach mündet, schnell wieder an, ehe jenseits des wieder flacheren Kamms der nördlichen Wasserscheide jenseits ein höherer Zufluss des Eisbachs die andere Seite entwässert. Zuletzt verläuft im Nordosten bis zurück zum höchsten Punkt der hydrologisch bedeutendste Gesamtwasserscheidenabschnitt vor dem Hambach und dessen oberstem Zufluss, denn der Hambach entwässert letztlich erst über dessen recht tiefen Zufluss Bühler zum Kocher.
Die Ufer des Mühlenbachs sind, von wenigen Häusern von Sulzbach am Lauf dicht an der Mündung abgesehen, völlig siedlungsfrei. Im Einzugsgebiet liegen jedoch auf dem rechten Hang Roßhalden an der Steige nach Schloss Schmiedelfeld sowie auf der nördlichen Wasserscheide dieses Schloss, das Weißenhaus und der Siedlungsteil von Kohlwald um das Gasthaus, auf der südlichen ein Teil von Hägeleshöfle und von Mühlenberg, alle liegen wie das gesamte Einzugsgebiet in der Sulzbacher Teilgemarkung von Sulzbach-Laufen. Insgesamt ist, da es sich durchweg um kleine Orte handelt, die Besiedlung im Einzugsgebiet sehr gering. Die Talmulde ist fast ganz mit Wald erfüllt, auf den offenen begleitenden Kämmen liegen fast nur Wiesen.

### Zuflüsse und Seen
Liste der Zuflüsse von der Quelle zur Mündung. Gewässerlänge, Einzugsgebiet und Höhe nach den entsprechenden Layern auf der Onlinekarte der LUBW. Andere Quellen für die Angaben sind vermerkt.
Ursprung des Mühlenbaches auf etwa 469 m ü. NHN etwa einen Viertelkilometer nördlich von Sulzbach-Laufen-Hägeleshöfle im Wald Mühlenberg nahe einer Schneise nordwärts in Richtung Sulzbach-Laufen-Kohlwald. Der Bach fließt ganz zu Anfang nordwestwärts und wendet sich recht bald auf westsüdwestlichen Lauf.
- (Bach aus der Schwabenklinge), von links und Südosten auf etwa 395 m ü. NHN im Wald nordwestlich von Sulzbach-Laufen-Mühlenberg, 0,6 km und ca. 0,3 km². Entsteht auf etwa 460 m ü. NHN am Waldrand nordöstlich von Mühlenberg.
- (Waldklingenbach aus Richtung des Kirchenfeldes), von links und Südsüdosten auf etwa 385 m ü. NHN weniger als 0,2 km nach dem vorigen, ca. 0,2 km[LUBW 4] und etwas unter 0,1 km². Entsteht auf etwa 435 m ü. NHN im Inneren einer Schlinge des Waldweges durch den Wald Mühlenberg.

Mündung des Mühlenbaches von rechts und zuallerletzt Norden auf etwa 336 m ü. NHN neben der Brücke der K 2635 Sulzbach–Rotenhar in den mittleren Kocher. Der Mühlenbach ist 2,8 km lang und hat ein ca. 1,7 km² großes Einzugsgebiet.

## Geologie
Das Einzugsgebiet des Mühlenbachs liegt im Mittleren Keuper, Der Bachlauf beginnt im Stubensandstein (Löwenstein-Formation), der sich auf den begleitenden Rücken bis weit vorn auf die Sporne erstreckt. Der Bach gräbt sich dann in das darunterliegende Schichtenpaket des Mittelkeupers bis hinab zum Gipskeuper (Grabfeld-Formation) ein, in dessen Schichthöhe er auch mündet, mit zuvor einem auffällig langen Talabschnitt im darüberliegenden Schilfsandstein (Stuttgart-Formation). Zuletzt im Kochertal läuft der Bach durch die holozäne Auenlehmzone des Flusstalgrundes.

## Natur und Schutzgebiete
Das letzte sehr kurze Grabenlaufstück in der Kochertalaue liegt im Landschaftsschutzgebiet Kochertal mit angrenzenden Höhenzügen. Zuvor liegen auf den begleitenden Höhenzügen vier teils in andere Einzugsgebiet ausgreifende Wasserschutzgebiete mit merklichem Gebietsanteil. Das gesamte Einzugsgebiet gehört zum Naturpark Schwäbisch-Fränkischer Wald.

### LUBW
Amtliche Online-Gewässerkarte mit passendem Ausschnitt und den hier benutzten Layern: Lauf und Einzugsgebiet des Mühlenbachs

Allgemeiner Einstieg ohne Voreinstellungen und Layer: Daten- und Kartendienst der Landesanstalt für Umwelt Baden-Württemberg (LUBW) (Hinweise)
1. 1 2 3 4  Höhe nach dem Höhenlinienbild auf dem Hintergrundlayer Topographische Karte.
2. 1 2 3  Länge nach dem Layer Gewässernetz (AWGN).
3. 1 2  Einzugsgebiet abgemessen auf dem Hintergrundlayer Topographische Karte.
4. ↑  Länge abgemessen auf dem Hintergrundlayer Topographische Karte.
5. ↑  Schutzgebiete nach den einschlägigen Layern, Natur teilweise nach dem Layer Biotop.

### Andere Belege
1. ↑  Hansjörg Dongus: Geographische Landesaufnahme: Die naturräumlichen Einheiten auf Blatt 171 Göppingen. Bundesanstalt für Landeskunde, Bad Godesberg 1961. → Online-Karte (PDF; 4,3 MB)
2. ↑  Geologie nach den Layern zu Geologische Karte 1:50.000 auf: Mapserver des Landesamtes für Geologie, Rohstoffe und Bergbau (LGRB) (Hinweise)